# العلاقات السويدية السيشلية
العلاقات السويدية السيشلية هي العلاقات الثنائية التي تجمع بين السويد وسيشل.

## مقارنة بين البلدين
هذه مقارنة عامة ومرجعية للدولتين:
| وجه المقارنة                                              | السويد                                                                               | سيشل                                                |
| --------------------------------------------------------- | ------------------------------------------------------------------------------------ | --------------------------------------------------- |
| المساحة (كم2)                                             | 450.30 ألف                                                                           | 459                                                 |
| عدد السكان (نسمة)                                         | 10.16 مليون                                                                          | 95.84 ألف                                           |
| الكثافة السكانية (ن./كم²)                                 | 22.56                                                                                | 20.88 ألف                                           |
| العاصمة                                                   | ستوكهولم                                                                             | فيكتوريا                                            |
| اللغة الرسمية                                             | اللغة السويدية، لغات السامي، اللغة الفنلندية، منكيلي، اللغة الرومنية، اللغة اليديشية | لغة فرنسية، لغة إنجليزية، اللغة الكريولية السيشيلية |
| العملة                                                    | كرونة سويدية                                                                         | روبية سيشلية                                        |
| الناتج المحلي الإجمالي (بليون دولار)                      | 538.04 مليار                                                                         | 1.49 مليار                                          |
| الناتج المحلي الإجمالي (تعادل القوة الشرائية) بليون دولار | 469.01 مليار                                                                         | 2.54 مليار                                          |
| الناتج المحلي الإجمالي الاسمي للفرد دولار أمريكي          | 50.58 ألف                                                                            | 15.48 ألف                                           |
| الناتج المحلي الإجمالي للفرد دولار أمريكي                 | 45.30 ألف                                                                            | 26.42 ألف                                           |
| مؤشر التنمية البشرية                                      | 0.907                                                                                | 0.772                                               |
| رمز المكالمات الدولي                                      | +46                                                                                  | +248                                                |
| رمز الإنترنت                                              | .se                                                                                  | .sc                                                 |
| المنطقة الزمنية                                           | توقيت وسط أوروبا، ت ع م+01:00، ت ع م+02:00، أوروبا/ستوكهولم ‏                         | ت ع م+04:00                                         |

## منظمات دولية مشتركة
يشترك البلدان في عضوية مجموعة من المنظمات الدولية، منها:
| علم المنظمة | اسم المنظمة                               | تاريخ انضمام السويد | تاريخ انضمام سيشل |
| ----------- | ----------------------------------------- | ------------------- | ----------------- |
|             | يونسكو                                    | 23 يناير 1950       | 18 أكتوبر 1976    |
|             | وكالة ضمان الاستثمار متعدد الأطراف        | 12 أبريل 1988       | 15 سبتمبر 1992    |
|             | الأمم المتحدة                             | 19 نوفمبر 1946      | 21 سبتمبر 1976    |
|             | الفريق المعني برصد الأرض                  | ?                   | ?                 |
|             | الاتحاد البريدي العالمي                   | ?                   | ?                 |
|             | البنك الدولي للإنشاء والتعمير             | 31 أغسطس 1951       | 29 سبتمبر 1980    |
|             | الاتحاد الدولي للاتصالات                  | 1866                | 17 سبتمبر 1999    |
|             | منظمة حظر الأسلحة الكيميائية              | ?                   | 29 أبريل 1997     |
|             | مؤسسة التمويل الدولية                     | 20 يوليو 1956       | 11 يونيو 1981     |
|             | المركز الدولي لتسوية المنازعات الاستشارية | 28 يناير 1967       | 19 أبريل 1978     |
|             | منظمة الشرطة الجنائية الدولية             | ?                   | 1 سبتمبر 1977     |
|             | البنك الإفريقي للتنمية                    | ?                   | ?                 |

## وصلات خارجية
- موقع وزارة الخارجية السويدية
- موقع وزارة الخارجية السيشلية